# جایزه بزرگ ژاپن ۱۹۷۷
جایزه بزرگ ژاپن ۱۹۷۷ (انگلیسی: ‎1977 Japanese Grand Prix‎)، که به‌طور رسمی با نام دوازدهمین جایزه بزرگ ژاپن شناخته می‌شود، یک مسابقهٔ موتوری در رشتهٔ اتومبیل‌رانی فرمول یک بود که در تاریخ ۲۳ اکتبر ۱۹۷۷ در فوجی اسپیدوی واقع در اویاما، شیزوئوکا، ژاپن برگزار شد. این گراند پری در میان ۱۷ گراند پری در فصل ۱۹۷۷، مسابقهٔ شمارهٔ ۱۷ بود.
در این مسابقه که در ۷۳ دور و به مسافت ۳۱۸٫۲۰۷ کیلومتر (۱۹۷٫۷۲۵ مایل) برگزار شد، پول پوزیشن توسط ماریو اندرتی کسب شد و سریع‌ترین زمان برای طی یک دور پیست که برابر با ۱:۱۴٫۳۰ بود نیز توسط جودی شکتر به ثبت رسید.
جیمز هانت از تیم مک‌لارن-فورد، کارلوس روتمان از تیم فراری و پاتریک دیپلر از تیم تایرل-فورد به‌ترتیب مقام‌های اول تا سوم مسابقه را کسب کردند.

## رده‌بندی قهرمانی پس از مسابقه
| جایگاه | راننده        | امتیاز |
| ------ | ------------- | ------ |
| ۱      | نیکی لائودا   | ۷۲     |
| ۲      | جودی شکتر     | ۵۵     |
| ۳      | ماریو اندرتی  | ۴۷     |
| ۴      | کارلوس روتمان | ۴۲     |
| ۵      | جیمز هانت     | ۴۰     |
| منبع:  |               |        |

| جایگاه | سازنده             | امتیاز  |
| ------ | ------------------ | ------- |
| ۱      | فراری              | ۹۵ (۹۷) |
| ۲      | لوتوس-فورد         | ۶۲      |
| ۳      | مک‌لارن-فورد        | ۶۰      |
| ۴      | ولف-فورد           | ۵۵      |
| ۵      | برابهام-آلفا رومئو | ۲۷      |
| منبع:  |                    |         |

یادداشت
- تنها پنج جایگاه نخست از هر رده‌بندی نمایش داده شده‌است.